# Jud Taylor
Judson Taylor (25 de febrero de 1932 - 6 de agosto de 2008) fue un actor, director y productor televisivo de nacionalidad estadounidense. En ocasiones también utilizó el seudónimo Alan Smithee.

## Biografía
Nacido en la ciudad de Nueva York, Taylor es quizás más conocido por su trabajo como director en clásicos televisivos de la década de 1960 como Star Trek: la serie original, El agente de CIPOL, y Mannix. Además, interpretó pequeños papeles en shows como El fugitivo, en el capítulo de 1965 Landscape with Running Figures en donde tiene el papel de Rainey, Harbourmaster, y Gunsmoke, antes de dedicarse a la dirección. Como actor destacan dos actuaciones como Red Magruder en la serie dramática militar Men of Annapolis, además de su papel de Goff en la película The Great Escape.
Taylor fue vicepresidente del Sindicato de directores de Estados Unidos entre 1977 y 1981, y presidente del mismo desde 1981 a 1983.
Jud Taylor falleció en 2008 en Nueva York, tras una larga enfermedad.

## Selección de su filmografía

### Actor
- Attack! (1956)
- General Electric Theater (1 episodio, 1957)
- Gunsmoke (1 episodio, 1957)
- Las aventuras de Rin tin tin (1 episodio, 1959)
- Follow the Sun (1 episodio, 1961)
- The Great Escape (1963)
- Twelve O'Clock High (3 episodios, 1964–1965)
- El fugitivo (5 episodios, 1963–1965)

### Director
- Dr. Kildare (2 episodios, 1965)
- El agente de CIPOL (1 episodio, 1965)
- A Man Called Shenandoah (6 episodios, 1965–1966)
- Shane (1 episodio, 1966)
- La chica de CIPOL (1 episodio, 1966)
- T.H.E. Cat (1 episodio, 1967)
- The Second Hundred Years (1 episodio, 1967)
- The Guns of Will Sonnett (1 episodio, 1968)
- Judd, for the Defense (1 episodio, 1968)
- Star Trek: la serie original (5 episodios, 1968–1969)
- Then Came Bronson (8 episodios, 1969–1970)
- The Bold Ones: The New Doctors (episodes desconocidos, 1969)
- Love, American Style (2 episodios, 1969)
- The Young Lawyers (episodios desconocidos, 1970)
- Longstreet (1 episodio, 1971)
- Mannix (1 episodio, 1971)
- The Rookies (1 episodio, 1972)
- Hawkins (4 episodios, 1973–1974)
- Lou Grant (1 episodio, 1977)
- Tail Gunner Joe (1977)
- El último inquilino (1978)
- Flesh & Blood (1979)
- Foxfire (1987)
- Prophet of Evil: The Ervil LeBaron Story (1993)
- Kung Fu: The Legend Continues (1 episodio, 1993)
- Law & Order: Special Victims Unit (5 episodios, 2000–2004)

### Productor
- Return to Earth (1976)
- Woman of the Year (1976)
- Incident at Crestridge (1981)
- A Holiday to Remember (1995)

### Guionista
- Bob Hope Presents the Chrysler Theatre (1 episodio, 1965)

## Premios y nominaciones
| Año  | Resultado | Premio                              | Categoría                                                       | Cine o serie                                                                 |
| ---- | --------- | ----------------------------------- | --------------------------------------------------------------- | ---------------------------------------------------------------------------- |
| 1977 | Nominado  | Premio Emmy                         | Dirección de un Programa Especial - Drama o Comedia             | Tail Gunner Joe                                                              |
| 1988 | Ganado    | Premios del Sindicato de Directores | A la dirección de especiales dramáticos                         | Foxfire (Compartido con Frederic B. Blankfein, John Eyler y Murray Schwartz) |
| 2003 | Ganado    | Premios del Sindicato de Directores | Premio Robert B. Aldrich por servicio extraordinarios al gremio | -                                                                            |